# Кандис Акола
Кандис Рене Кинг (също Акола) (на английски: Candice Accola) е американска актриса и певица. Най-известната ѝ роля е в образа на Керълайн Форбс в сериала „Дневниците на вампира“.

## Ранен живот
Кандис Акола е родена в Хюстън, Тексас. Тя е дъщеря на Каролин, която е инженер на околната среда, а по-късно домакиня, и на Кевин Акола, който е кардиохирург. Тя има английски, романо-швейцарски, френски и норвежки произход. Израснала е в Еджууд, Флорида, и учи в училище Lake Highland Preparatory. И двамата ѝ родители са активни членове на местната републиканска политическа партия.
Кандис има по-малък брат, Томас Акола.

## Личен живот
Акола започва да излиза с Джо Кинг, след като се срещат на събитие през февруари 2011 г. Сгодяват се през май 2013 г. и се оженват на 18 октомври 2014 г. в Ню Орлиънс, Луизиана. След брака им Кандис става мащеха на децата на Джо – Ава и Елиза. На 31 август 2015 г. актрисата от Дневниците на вампира обявява в Инстаграм, че е бременна.
Заедно с колегите си от сериала Дневниците на вампира Майкъл Тревино и Иън Сомърхолдър е привърженик на проекта „It Gets Better“, който има за цел да предотврати самоубийството сред младежите. Въпреки че родителите ѝ са републиканци, Акола показва подкрепата си към президента Барак Обама, подкрепя правата на хомосексуалните граждани, както и гей браковете и правото да осиновяват.

## Кариера

### Телевизионни проекти
Акола гостува в редица телевизионни сериали като „Как се запознах с майка ви“, „Свръхестествено“ и „Drop Dead Diva“. През юли 2009 участва във филма на ужасите Deadgirl, чието действие се развива върху две гимназистки, които откриват безсмъртна жена в изоставено убежище. Същата година има малка роля в „Хана Монтана: Филмът“.
През 2009 г. влиза в екипа на телевизионния сериал на The CW „Дневниците на вампира“ като Керълайн Форбс – тийнейджърка вампир. Сериалът придобива незабавен успех с премиерния епизод, достигайки над 4,91 милиона зрители. Сериалът получава положителни отзиви и от критиката.
През юни 2012 г. Акола се присъединява към „Dating Rules From My Future Self“ като Клое Кънингам, 26-годишно момиче, което не вярва в любовта. Първият сезон стартира с над 14 милиона гледания.

### Музикални проекти
През декември 2006 г. Кандис издава дебютния си албум It's Always the Innocent Ones независимо в САЩ. Съавтор е на цели 13 от общо 14 песни в албума. Оставащият трак е кавър на хита Voices Carry. През 2008 г. албумът е преиздаден в Япония и има по-големи успехи.
Кандис е беквокал на турнето на Майли Сайръс Best of Both Worlds.
През 2008 г. се появява като себе си в 3Д филма Hannah Montana & Miley Cyrus: Best of Both Worlds Concert.
През февруари 2011 г. актрисата прави кавър на Eternal Flame в епизод на сериала „Дневниците на вампира“.

## Филмография

### Телевизия
| Година      | Заглавие                         | Роля            |
| ----------- | -------------------------------- | --------------- |
| 2007        | Как се запознах с майка ви       | Ейми            |
| 2009        | Свръхестествено                  | Аманда          |
| 2009        | Колежани                         | Алиса           |
| 2009 – 2017 | Дневниците на вампира            | Керълайн Форбс  |
| 2010        | Drop Dead Diva                   | Джесика Орландо |
| 2012        | Dating Rules From My Future Self | Клое Кънингам   |
| 2017        | The Originals                    | Керълайн Форбс  |

### Филми
| Година | Заглавие               | Роля            |
| ------ | ---------------------- | --------------- |
| 2007   | Pirate Camp            | Анализа/Том     |
| 2007   | Джуно                  | Аманда          |
| 2007   | On the Doll            | Мелъди          |
| 2007   | X's & O's              | приятел на Гуен |
| 2008   | Deadgirl               | Джоан           |
| 2009   | Love Hurts             | Шарън           |
| 2010   | Kingshighway           | София           |
| 2011   | The Truth About Angels | Кейтлин Стоун   |

### Като себе си
| Година      | Заглавие                                                  |
| ----------- | --------------------------------------------------------- |
| 2008        | Hannah Montana & Miley Cyrus: Best of Both Worlds Concert |
| 2011        | When I Was 17                                             |
| 2011        | The Perfect Love Triangle: Vampires, Werewolves, Witches  |
| 2011        | Myth & Mystery                                            |
| 2011        | Howling at the Moon                                       |
| 2011        | Her Own Worst Enemy                                       |
| 2013        | Big Morning Buzz Live                                     |
| 2013        | Whose Line Is It Anyway                                   |
| 2013 – 2014 | The Late Late Show with Craig Ferguson                    |
| 2014        | Fashion Police                                            |

### Като продуцент
| Година | Заглавие                         |
| ------ | -------------------------------- |
| 2012   | Dating Rules From My Future Self |

## Дискография

### Албуми
| Година | Албум                         |
| ------ | ----------------------------- |
| 2006   | It's Always the Innocent Ones |

### Саундтракове
| Година | Заглавие                   |
| ------ | -------------------------- |
| 2011   | Eternal Flame              |
| 2015   | Go In Peace                |
| 2015   | Still Hurting              |
| 2015   | Hit Me With Your Best Shot |

### Музикални клипове
| Година | Заглавие       | Изпълнител |
| ------ | -------------- | ---------- |
| 2013   | Love Don't Die | The Fray   |

## Награди и номинации
| Година | Категория                   | Проект              | Резултат   |
| ------ | --------------------------- | ------------------- | ---------- |
| 2012   | Scene Stealer Female        | The Vampire Diaries | Печели     |
| 2013   | Scene Stealer Female        | The Vampire Diaries | Номинирана |
| 2014   | Scene Stealer Female        | The Vampire Diaries | Печели     |
| 2015   | TV Actress – Fantasy/Sci-Fi | The Vampire Diaries | Номинирана |
| 2015   | Choice TV: Liplock          | The Vampire Diaries | Номинирана |